# Prickly Pear
Prickly Pear (em espanhol conhecida antigamente como Isla de las Tunas)é uma ilha das Ilhas Virgens Britânicas, no Caribe. 
Apesar de desabitada, tem um bar de praia e lazer e instalações desportivas. Fica no lado norte de North Sound, em frente à ilha Virgen Gorda.
A ilha foi declarada Parque Nacional em 1988.